# Union Ganymed
Union Ganymed e. V. Bund der Hotel-, Restaurant- und Café-Angestellten (pol. Union Ganymed Związek Pracowników Hoteli, Restauracji i Kawiarń – niemiecki związek zawodowy należący do federacji CGB. Zrzesza pracowników hoteli, restauracji i kawiarń. Nazwany od imienia bohatera greckiej mitologii, Ganymeda.
Przewodniczącym związku jest Reiner Burgunder, ur. 1950 cukiernik z Bonn.